# KETF-CD

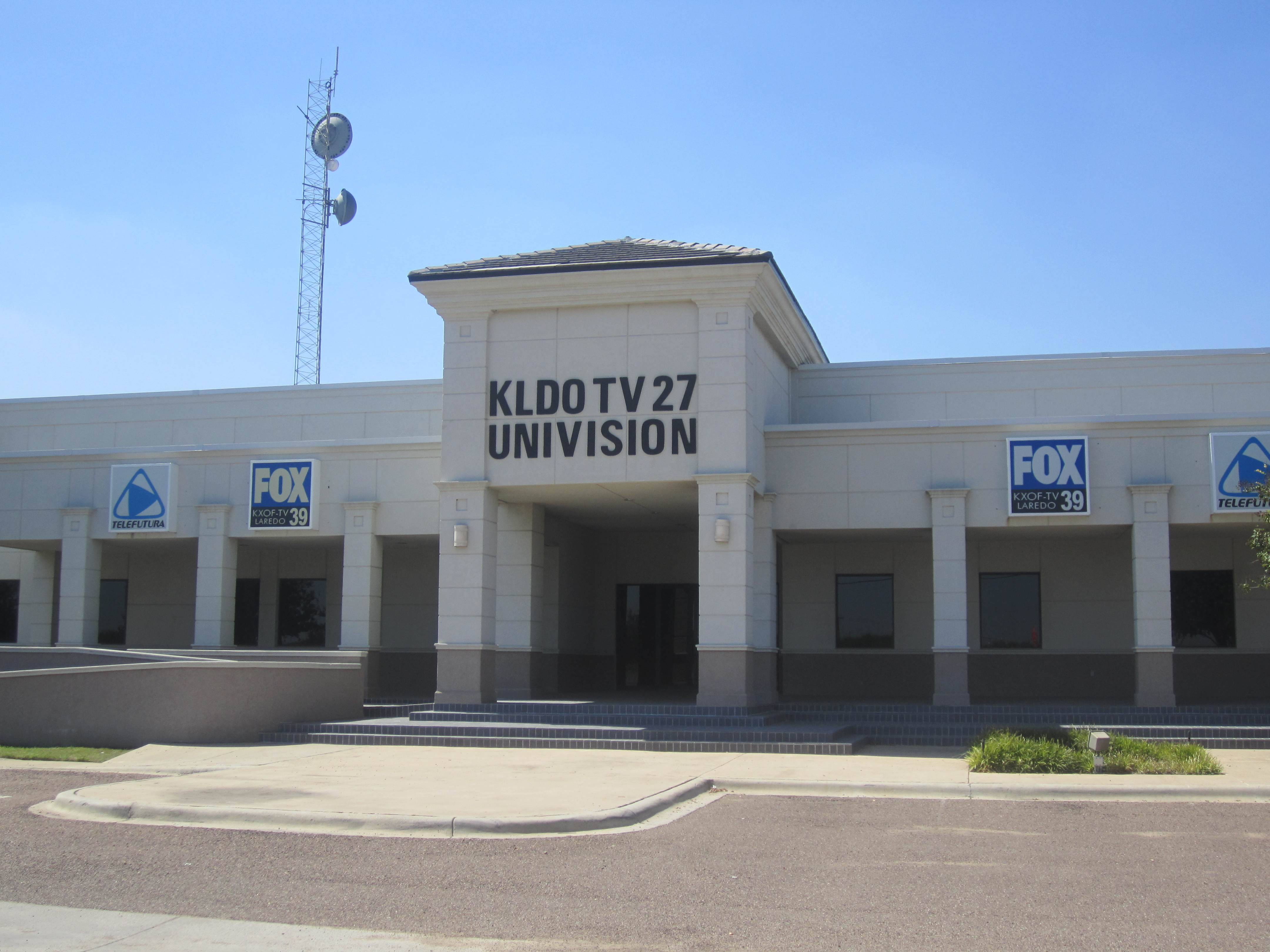
Complejo de Estudios de KLDO, KETF y KXOF

KETF es una estación de televisión afiliada a la cadena UniMás en Laredo, Texas. Es propiedad de Entravision Communications. Su señal abierta está disponible para los residentes de Laredo, Texas, Nuevo Laredo, Tamaulipas, Condado de Webb, Condado de La Salle, Municipio de Anáhuac, Nuevo León y Municipio de Hidalgo, Coahuila.

## Canales digitales
KETF lanzó su señal digital a inicios de 2010 en el canal 31.1. El 3 de diciembre se cambia al canal 39.1 y se le agregan tres subcanales. En el canal 39.1 muestra la programación de la cadena UniMás y en el subcanal 39.2 muestra la programación de la cadena Comet (TV network), y en 39.3 Charge! (TV network)
| TDT  | Resolución      | Indicativo | Cadena  |
| 39.1 | 1080i 16:9 (AD) | Unimás     | UniMás  |
| 39.2 | 480p 4:3        | Comet      | COMET   |
| 39.3 | 480p 4:3        | Charge     | CHARGE! |